# Psychotria gabrielis
Psychotria gabrielis är en måreväxtart som beskrevs av Johannes Müller Argoviensis. Psychotria gabrielis ingår i släktet Psychotria och familjen måreväxter. Inga underarter finns listade i Catalogue of Life.